# La Verna - Monte Penna
La Verna - Monte Penna este o arie protejată (arie specială de conservare — SAC, sit de importanță comunitară — SCI) din Italia întinsă pe o suprafață de 302 ha, integral pe uscat.

## Localizare
Centrul sitului La Verna - Monte Penna este situat la coordonatele 43°43′N 11°56′E / 43.71°N 11.94°E.

## Înființare
Situl La Verna - Monte Penna a fost declarat sit de importanță comunitară în octombrie 2014 pentru a proteja 1 specie de plante și 12 specii de animale. Situl a fost protejat și ca arie specială de conservare în decembrie 2016.

## Biodiversitate
Situată în ecoregiunea continentală, aria protejată conține 10 habitate naturale: Păduri pe pante, grohotișuri și ravene de Tilio-Acerion, Păduri de fag din Apenini cu Abies alba și păduri de fag cu Abies nebrodensis, Pante stâncoase calcaroase cu vegetație casmofită, Pajiști carstice calcaroase sau bazofile, de Alysso-Sedion albi, Peșteri inaccesibile publicului, Pajiști uscate seminaturale și facies de acoperire cu tufișuri pe substraturi calcaroase (Festuco-Brometalia) (* situri importante pentru orhidee), Fânețe de joasă altitudine (Alopecurus pratensis, Sanguisorba officinalis), Păduri de fag din Apenini cu Taxus și Ilex, Formațiuni de Juniperus communis pe lande sau pajiști calcaroase, Păduri aluvionare cu Alnus glutinosa și Fraxinus excelsior (Alno-Padion, Alnion incanae, Salicion albae).
La baza desemnării sitului se află mai multe specii protejate:
- plante (1): Himantoglossum adriaticum
- păsări (6): caprimulg (Caprimulgus europaeus), erete de stuf (Circus aeruginosus), ciocănitoare neagră (Dryocopus martius), sfrâncioc roșiatic (Lanius collurio), ciocârlie de pădure (Lullula arborea), viespar (Pernis apivorus)
- amfibieni (1): Triturus carnifex
- mamifere (2): lupul (Canis lupus), liliacul mare cu potcoavă (Rhinolophus ferrumequinum)
- nevertebrate (3): fluturele auriu (Euphydryas aurinia), rădașcă (Lucanus cervus), Rosalia alpina

Pe lângă speciile protejate, pe teritoriul sitului au mai fost identificate 36 de specii de plante, 5 specii de păsări, 1 specie de amfibieni, 3 specii de mamifere, 1 specie de nevertebrate.